# Nation crie de Nemaska
Pour les articles homonymes, voir Nemaska.
La Nation crie de Nemaska, dont le nom officiel est Cree Nation of Nemaska, est une Première Nation crie du Québec au Canada. Elle vit principalement dans le village cri de Nemaska et dans la terre réservée crie du même nom situées dans le territoire d'Eeyou Istchee dans le Nord-du-Québec. En 2016, elle a une population inscrite de 781 membres. Elle est en négociation avec le gouvernement du Canada dans le but d'obtenir son autonomie gouvernementale.

## Histoire
La communauté crie de Nemaska était initialement installée sur les berges du lac Nemiscau là où un poste de traite avait été établi au début du 18e siècle. À la suite des travaux de développement menés par Hydro-Québec dans les années 1970, la communauté fut relocalisée aux abords du lac Champion en 1978.

## Démographie
Les membres de la Première Nation de Nemaska sont des Cris. En octobre 2016, la bande avait une population inscrite totale de 781 membres dont 24 vivaient hors réserve. Selon le recensement de 2011 de Statistiques Canada, l'âge médian de la population est de 27,3 ans.

## Géographie
Le siège du conseil de bande de la Nation crie de Nemaska est situé dans le village cri de Nemaska dans le territoire d'Eeyou Istchee dans la région du Nord-du-Québec. En plus de ce village, la bande possède également la terre réservée crie de Nemaska. Le village a une superficie de 53,6 km2 et est sous juridiction provinciale tandis que la terre réservée couvre 94,7 km2 et est sous juridiction fédérale. Les villes importantes situées les plus près sont Rouyn-Noranda et Val-d'Or.

## Langues
La langue des Cris est le cri. Selon le recensement de 2011 de Statistiques Canada, sur une population totale de 715 personnes, 92,3 % de la population connaissent une langue autochtone. Plus précisément, 90,2 % de la population ont une langue autochtone encore parlée et comprise en tant que langue maternelle et le même pourcentage utilise une langue autochtone à la maison. En ce qui a trait aux langues officielles, 21 % de la population connaissent les deux, 65 % connaissent seulement l'anglais, 1,4 % connaissent seulement le français et 12,6 % en connaissent aucune.

## Gouvernement
La Nation crie de Nemaska est gouvernée par un conseil de bande élu selon le système d'élection des Cris et des Naskapis selon la Loi sur les Cris et les Naskapis du Québec. Pour le mandat de 2015 à 2019, ce conseil est composé du chef Thomas Sr. Jolly et de six conseillers. La nation est en cours de négociation avec le gouvernement du Canada en vue d'obtenir un accord sur son autonomie gouvernementale.